# Franz Křepek
Franz Křepek (* 15. Januar 1855 in Nieder Nösel, Kaisertum Österreich; † 28. April 1936 an der Ruine Mühlstein bei Röhrsdorf, Tschechoslowakei) war ein deutscher Landwirt und Politiker in der österreichischen Habsburgermonarchie und der ersten tschechoslowakischen Republik.

## Politische Laufbahn
Křepek gehörte als agrarischer Vertreter zwischen 1885 und 1897 dem österreichischen Reichsrat in Wien und von 1886 bis 1899 dem böhmischen Landtag als Parlamentarier an.
1886 gründete Křepek den Landwirtschaftlichen Zentralverband in Prag. 1905 gehörte er zu den Gründern der Deutschen Agrarpartei, als deren Geschäftsführer er tätig war. Im Zuge des Zusammenbruchs der Habsburgermonarchie im Herbst 1918 wurde er Mitglied des Bundes der Landwirte, deren Landesverband in Böhmen er von 1919 bis 1925 als Vorsitzender leitete.
Von 1920 bis 1925 war Křepek Abgeordneter des Parlamentes der tschechoslowakischen Republik in Prag, von 1925 bis 1929 war er Senator.
Křepek war ein Befürworter eines aktivistischen Kurses, der zu einer Verringerung der nationalen Konflikte zwischen Deutschen und Tschechen auf dem Gebiet der Tschechoslowakei beitragen sollte. Křepek war an der Bildung einer tschechisch-deutschen Regierung unter Ministerpräsident Antonín Švehla (tschechoslowakische Agrarier) im Jahr 1926 beteiligt. Dieser Regierung gehörten die deutschen Minister Robert Mayr-Harting (Christlichsoziale) als Justizminister und Franz Spina (Bund der Landwirte) als Minister für Öffentliche Arbeiten an.
Von 1933 bis 1936 war Křepek Bürgermeister von Leitmeritz. Er wurde unter ungeklärten Umständen während einer Jagd bei der Burgruine Mühlstein erschossen.